# Narodi svijeta DŽ
Narodi svijeta E